# Raionul Krasnoperekopsk, Crimeea
Krasnoperekopsk (în ucraineană Красноперекопський район, transliterat: Krasnoperekopskîi raion) este un raion în Republica Autonomă Crimeea, Ucraina. Reședința sa este orașul regional Krasnoperekopsk, care nu aparține raionului.

## Demografie
Componența lingvistică a raionului Krasnoperekopsk
     Rusă (53,26%)
     Ucraineană (26,78%)
     Tătară crimeeană (15,53%)
     Alte limbi (1,63%)
Conform recensământului din 2001, majoritatea populației raionului Krasnoperekopsk era vorbitoare de rusă (53,26%), existând în minoritate și vorbitori de ucraineană (26,78%) și tătară crimeeană (15,53%).